# Johann Rudolf Huber

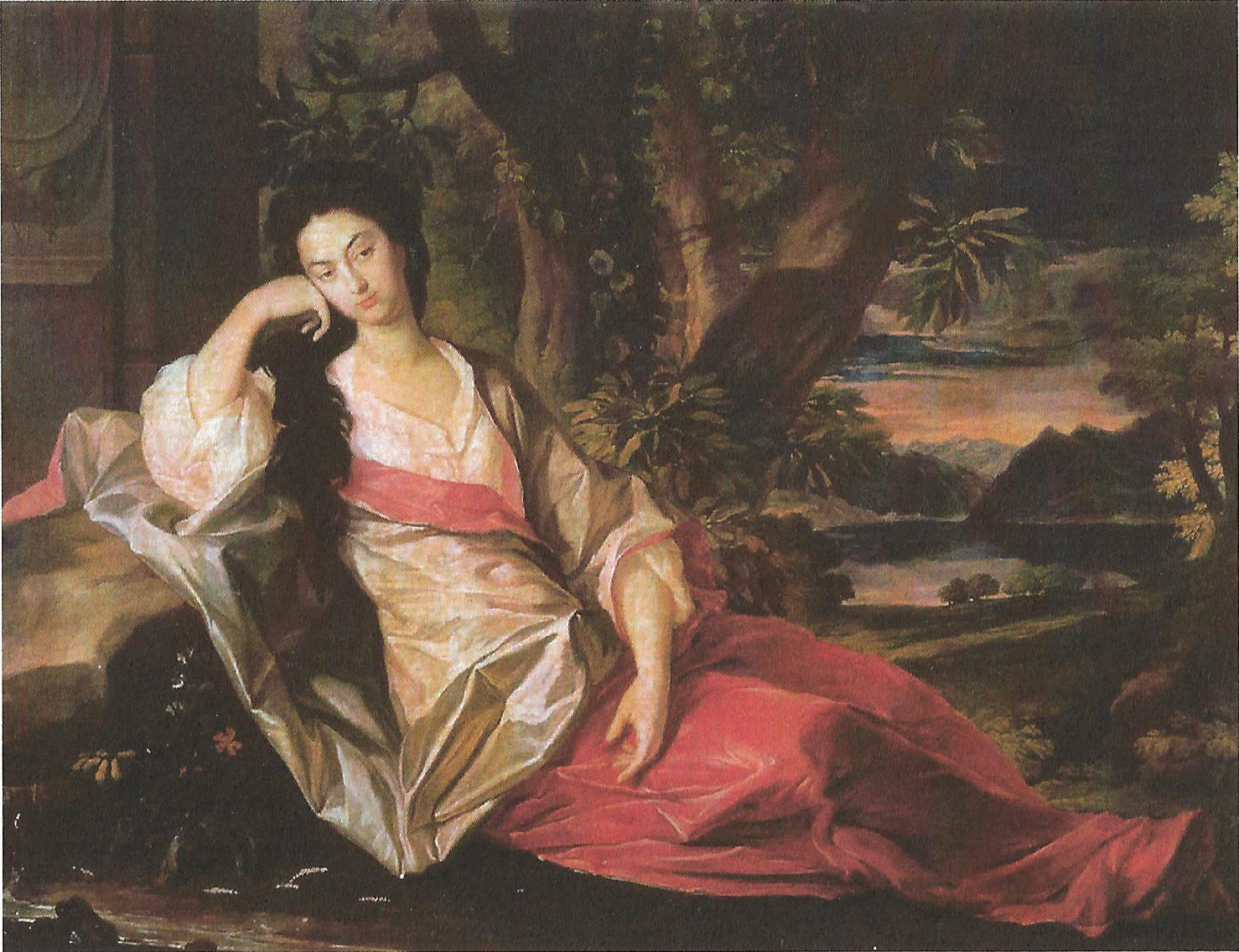
Susanna Margaretha Frisching, nascida Stürler de Serraux, 1705.

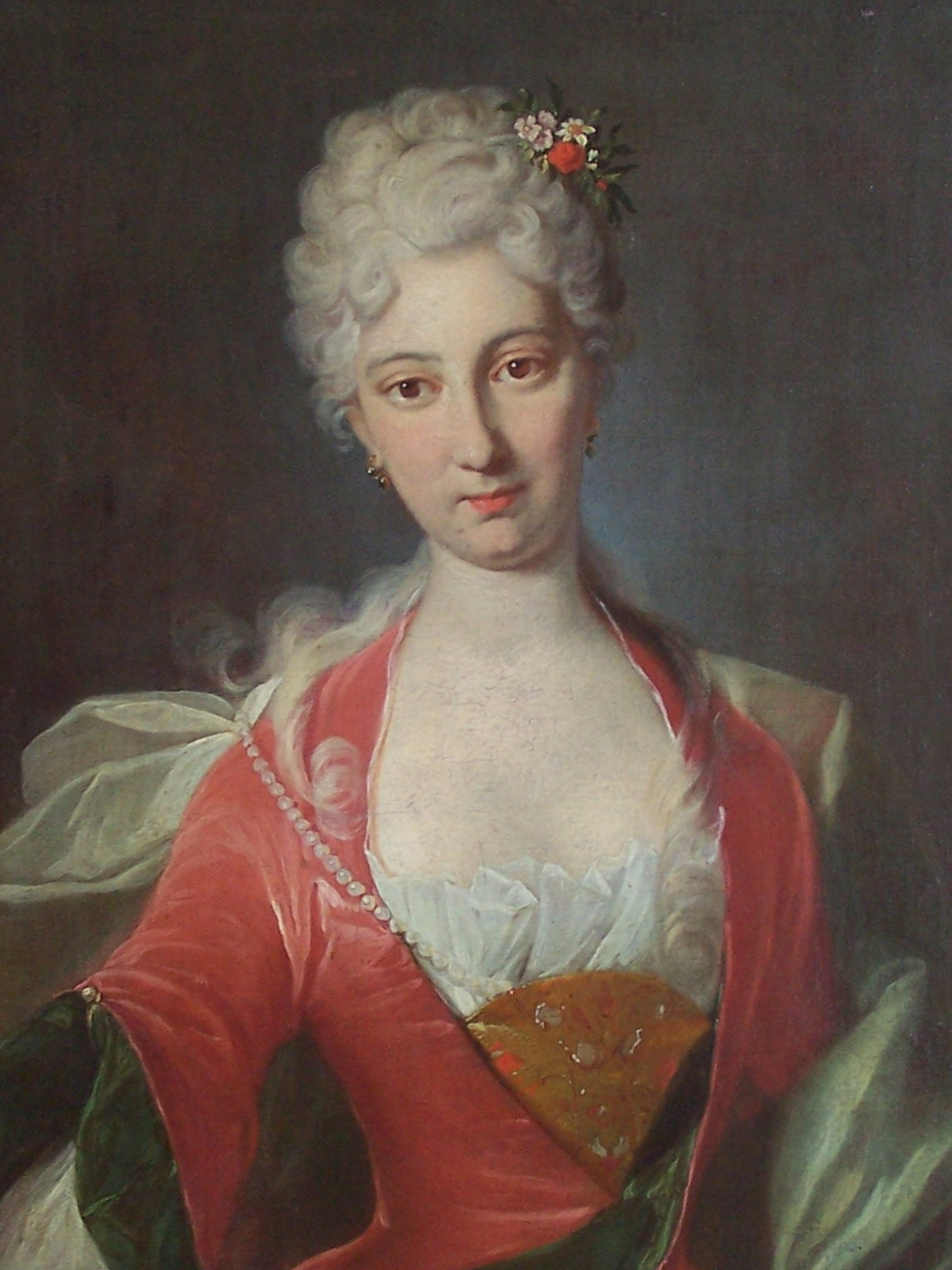
Retrato de uma dama desconhecida, ca. 1710.

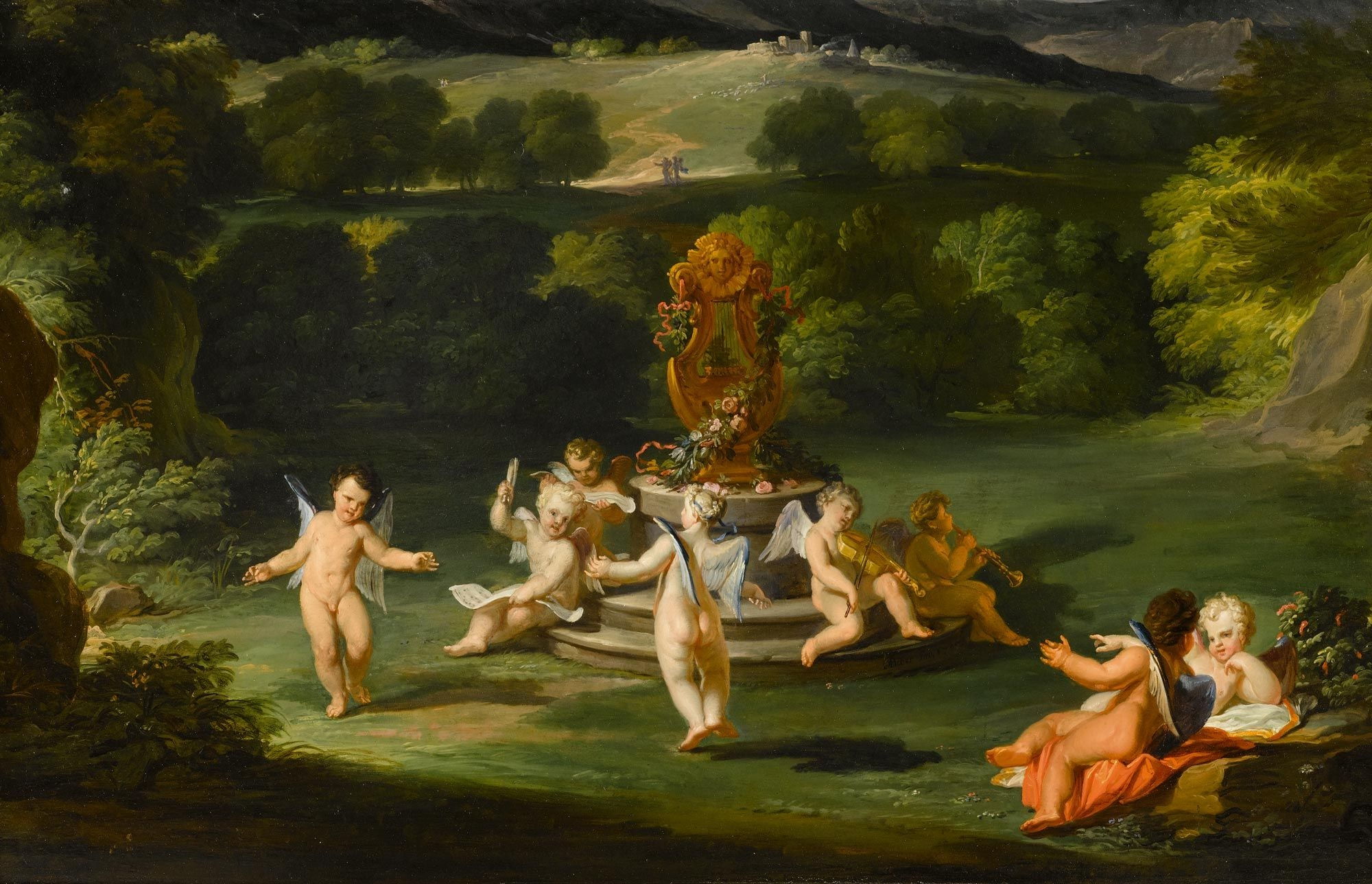
Puttos musicais, 1705.

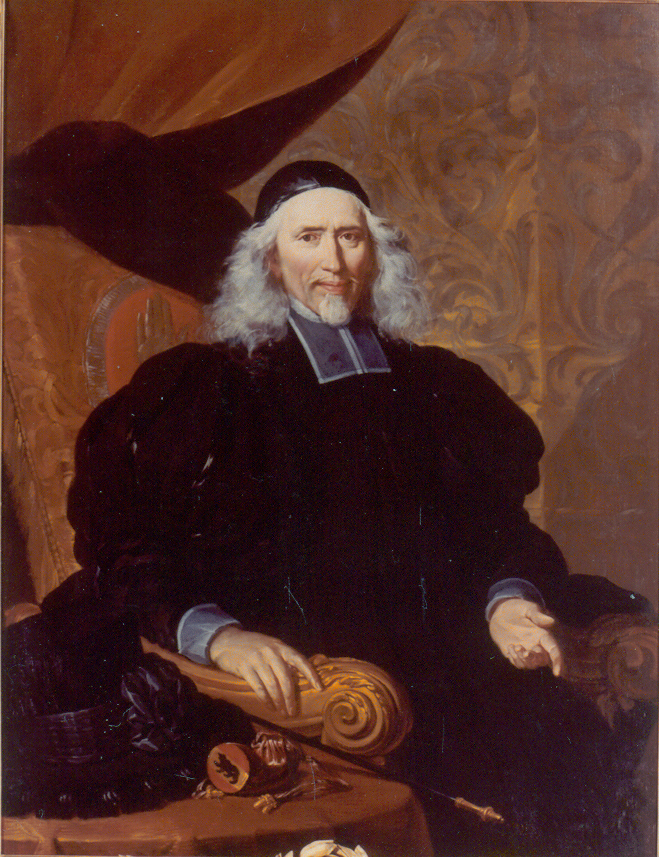
Retrato de Johann Rudolf Sinner, 1704.

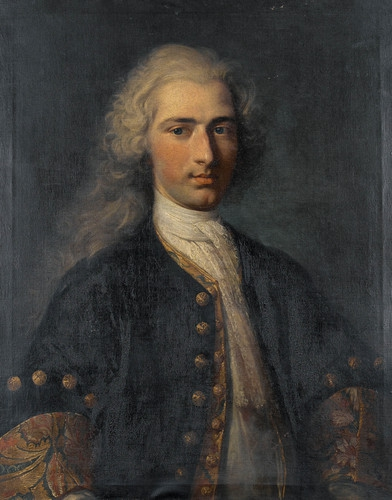
Retrato de Niklaus Tscharner, 1719.

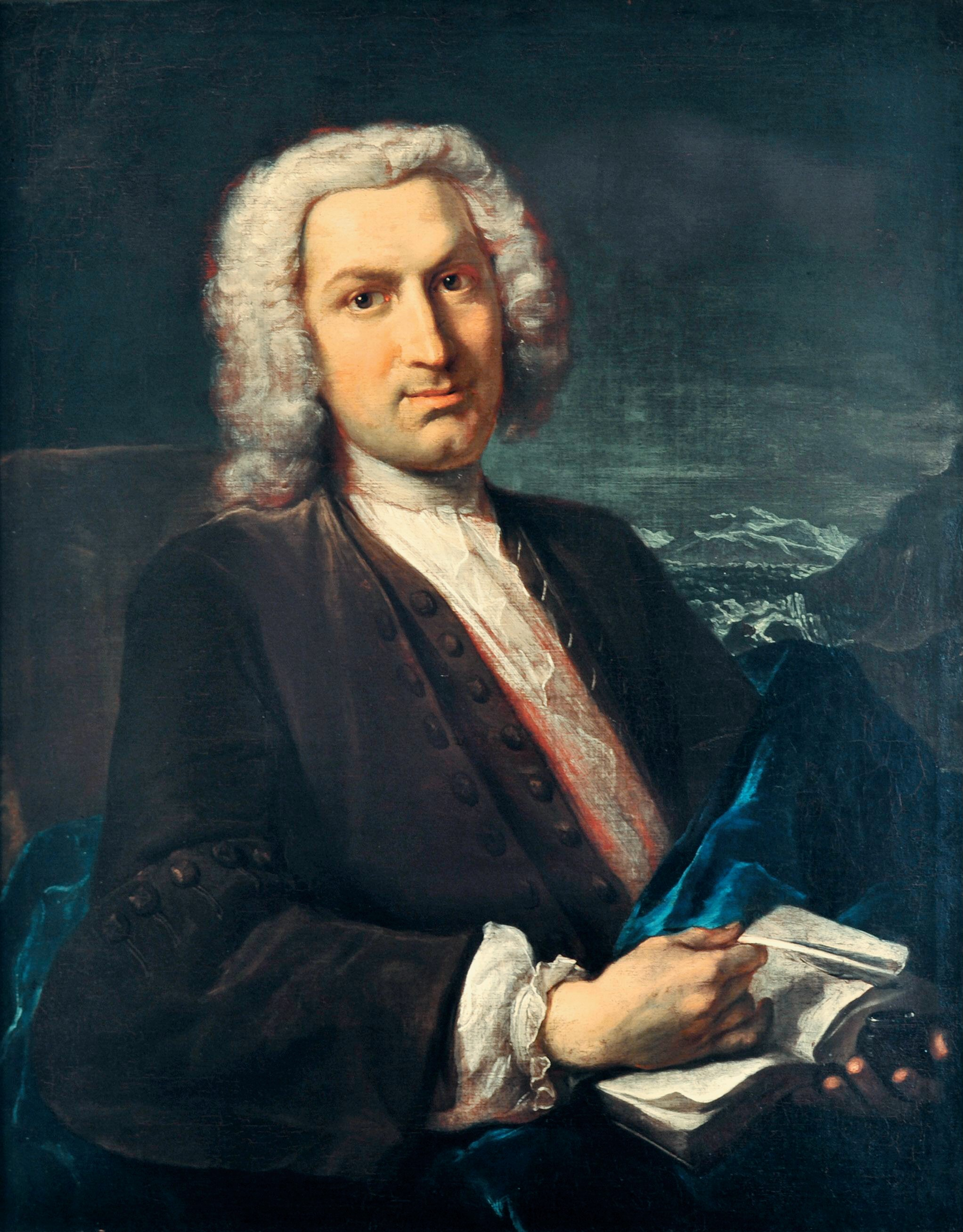
Retrato de Albrecht von Haller, 1736.

Johann Rudolf Huber (Basileia, batizado em 1 de maio de 1668 – 28 de fevereiro de 1748) foi um pintor, desenhista e político suíço.[carece de fontes?]

## Obras selecionadas
- Katharina Huber-Faesch, um 1690.[1]
- Maximilian von Menzingen, um 1699.[2]
- Daniel Tschiffeli (1705)[3]
- Johann Bernhard von Muralt, 1710.[4]
- Niklaus Tscharner, 1719.[5]
- Bildnis eines unbekannten Herrn, um 1720.[6]
- Johann Rudolf Zwinger, um 1721.[7]
- Maria Catharina Effinger-von Diesbach, um 1723.[8]
- Johann Anton Tillier, 1723.[9]
- Friedrich von Werdt, 1724.[10]
- Johannes Bernoulli.[11]
- Kreuzigung, 1735.[12]